# شيغيلا
الشيغلا أو شيغيلة أو شيغيلا (بالإنجليزية: Shigella)‏ هي جنس من البكتيريا سالبة الغرام، لاهوائية اختيارية، غير متجرثمة، غير متحركة، عصوية الشكل على شكل قضيب وترتبط ارتباطًا وثيقًا بالبكتيريا الإشريكية القولونية. تمت تسمية الجنس على اسم كيوشي شيغا،   الذي اكتشفه لأول مرة في عام 1897.
العامل المسبب لداء الشيغيلات في الإنسان، يسبب المرض في الرئيسيات فقط وليس في الثدييات الأخرى. يوجد بشكل طبيعي فقط في البشر والغوريلا. أثناء العدوى، فإنه عادة ما يسبب الزحار.
الشيغيلا هي واحدة من الأسباب البكتيرية الرئيسية للإسهال في جميع أنحاء العالم، وتسبب ما يقدر بنحو 80-165 مليون حالة. يقدر عدد الوفيات التي يسببها كل عام بما يتراوح بين 74000 و600000. وهي واحدة من أكبر أربعة مسببات الأمراض التي تسبب الإسهال المعتدل إلى الشديد لدى الأطفال في أفريقيا وجنوب آسيا.

## أصل التسمية
تسمى شيغِيلَّة (وجمعها شيغِيلاَّت) ويعود أصلها إلى عالم الجراثيم الياباني كيوشي شيغا.

## الأنواع
يضم جنس الشيغيلا أربعة أنواع مشهورة هي الشيغيلة الزحارية وتضم إثناعشر نمطاً مختلفاً والشيغيلة السونية وبها نمط واحد والشيغيلة الفلكسنرية وبها ستة أنماط والشيغيلة البويدية وبها ثمانية عشرة نمطاً مختلفاً كذلك. كما يضم هذا الجنس نوعين إضافيين هما الشيغيلة المقلية والشيغيلة النيوكاسلية وتتوزع الأنماط على الأنواع المختلفة بالشكل التالي:
- الشِّيغِيلَّةُ الزُّحارِيَّةُ (بالإنجليزية: Shigella dysenteriae)‏
  - الشِّيغِيلَّةُ الزُّحارِيَّةُ من النَّمَطُ الأَوَّل (بالإنجليزية: Shigella dysenteriae type 1)‏ المرادف الشِّيغِيلَّةُ الشيغائِيَّة (بالإنجليزية: Shigella shigae)‏
  - الشِّيغِيلَّةُ الزُّحارِيَّةُ من النَّمَطُ الثَّانِي (بالإنجليزية: Shigella dysenteriae type 2)‏ المرادف الشِّيغِيلَّةُ الشمتزية (بالإنجليزية: Shigella schmitzii)‏ المرادف * الشِّيغِيلَّةُ المُلْتَبِسَة[16] (بالإنجليزية: Shigella ambigua)‏
  - الشِّيغِيلَّةُ الزُّحارِيَّةُ من النَّمَطُ الثَّالِث (بالإنجليزية: Shigella dysenteriae type 3)‏ المرادف (الشِّيغيلَّةُ الأَرابينيَّةُ مِنَ النَّمَطِ A (بالإنجليزية: Shigella arabinotarda type A)‏)
  - الشِّيغِيلَّةُ الزُّحارِيَّةُ من النَّمَطُ الرَّأبِع (بالإنجليزية: Shigella dysenteriae type 4)‏ المرادف (الشِّيغيلَّةُ الأَرابينيَّةُ مِنَ النَّمَطِ B (بالإنجليزية: Shigella arabinotarda type B)‏)
  - شيغيلة زحارية من النمط الخامس (بالإنجليزية: Shigella dysenteriae type 5)‏
  - شيغيلة زحارية من النمط السادس (بالإنجليزية: Shigella dysenteriae type 6)‏
  - شيغيلة زحارية من النمط السابع (بالإنجليزية: Shigella dysenteriae type 7)‏
  - شيغيلة زحارية من النمط الثامن (بالإنجليزية: Shigella dysenteriae type 8)‏
  - شيغيلة زحارية من النمط التاسع (بالإنجليزية: Shigella dysenteriae type 9)‏
  - شيغيلة زحارية من النمط العاشر (بالإنجليزية: Shigella dysenteriae type 10)‏
  - شيغيلة زحارية من النمط الحادي عشر (بالإنجليزية: Shigella dysenteriae type 11)‏
  - شيغيلة زحارية من النمط الثاني عشر (بالإنجليزية: Shigella dysenteriae type 12)‏
- الشِّيغِيلَّةُ السُّونِيَّة (بالإنجليزية: Shigella sonnei)‏ المرادف (الشيغيلة السيلانية (بالإنجليزية: Shigella ceylonensis)‏)المرادف الشِّيغِيلَّةُ المُتَغَيِّرَة[17] (بالإنجليزية: Shigella dispar)‏
- الشِّيغِيلَّةُ الفلِكْسنرِيَّة (بالإنجليزية: Shigella flexneri)‏ المرادف الشغيلة نظيرة الزُّحارِيَّة (بالإنجليزية: Shigella paradysenteriae)‏
  - الشِّيغِيلَّةُ الفلِكْسنرِيَّة النمط الأول (بالإنجليزية: Shigella flexneri serotype 1)‏
  - الشِّيغِيلَّةُ الفلِكْسنرِيَّة النمط الثاني (بالإنجليزية: Shigella flexneri serotype 2)‏
  - الشِّيغِيلَّةُ الفلِكْسنرِيَّة النمط الثالث (بالإنجليزية: Shigella flexneri serotype 3)‏
  - الشِّيغِيلَّةُ الفلِكْسنرِيَّة النمط الرابع (بالإنجليزية: Shigella flexneri serotype 4)‏
  - الشِّيغِيلَّةُ الفلِكْسنرِيَّة النمط الخامس (بالإنجليزية: Shigella flexneri serotype 5)‏
  - الشِّيغِيلَّةُ الفلِكْسنرِيَّة النمط السادس (بالإنجليزية: Shigella flexneri serotype 6)‏
- الشِّيغِيلَّةُ البُويدِيَّة (بالإنجليزية: Shigella boydii)‏
  - الشِّيغِيلَّةُ البُويدِيَّة النمط الأول (بالإنجليزية: Shigella boydii type 1)‏
  - الشِّيغِيلَّةُ البُويدِيَّة النمط الثاني (بالإنجليزية: Shigella boydii type 2)‏
  - الشِّيغِيلَّةُ البُويدِيَّة النمط الثالث (بالإنجليزية: Shigella boydii type 3)‏
  - الشِّيغِيلَّةُ البُويدِيَّة النمط الرابع (بالإنجليزية: Shigella boydii type 4)‏
  - الشِّيغِيلَّةُ البُويدِيَّة النمط الخامس (بالإنجليزية: Shigella boydii type 5)‏
  - الشِّيغِيلَّةُ البُويدِيَّة النمط السادس (بالإنجليزية: Shigella boydii type 6)‏
  - الشِّيغِيلَّةُ البُويدِيَّة النمط السابع (بالإنجليزية: Shigella boydii type 7)‏ المرادف (الشغيلة الإيتية (بالإنجليزية: Shigella etousae)‏)
  - الشِّيغِيلَّةُ البُويدِيَّة النمط الثامن (بالإنجليزية: Shigella boydii type 8)‏
  - الشِّيغِيلَّةُ البُويدِيَّة النمط التاسع (بالإنجليزية: Shigella boydii type 9)‏
  - الشِّيغِيلَّةُ البُويدِيَّة النمط العاشر (بالإنجليزية: Shigella boydii type 10)‏
  - الشِّيغِيلَّةُ البُويدِيَّة النمط الحادي عشر (بالإنجليزية: Shigella boydii type 11)‏
  - الشِّيغِيلَّةُ البُويدِيَّة النمط الثان عشر (بالإنجليزية: Shigella boydii type 12)‏
  - الشِّيغِيلَّةُ البُويدِيَّة النمط الثالث عشر (بالإنجليزية: Shigella boydii type 13)‏
  - الشِّيغِيلَّةُ البُويدِيَّة النمط الرابع عشر (بالإنجليزية: Shigella boydii type 14)‏
  - الشِّيغِيلَّةُ البُويدِيَّة النمط الخامس عشر (بالإنجليزية: Shigella boydii type 15)‏
  - الشِّيغِيلَّةُ البُويدِيَّة النمط السادس عشر (بالإنجليزية: Shigella boydii type 16)‏
  - الشِّيغِيلَّةُ البُويدِيَّة النمط السابع عشر (بالإنجليزية: Shigella boydii type 17)‏
  - الشِّيغِيلَّةُ البُويدِيَّة النمط الثامن عشر (بالإنجليزية: Shigella boydii type 18)‏
- الشِّيغِيلَّةُ المُقَلِّيَة[18][19](بالإنجليزية: Shigella alkalescens)‏
- الشِّيغِيلَّةُ النِّيُوكاسْلِيَّة[20] (بالإنجليزية: Shigella newcastle)‏
- الشِّغيلَّة نظيرة الشِّيْغائِيَّة (بالإنجليزية: Shigella parashigae)‏ (هي التسمية القديمة للشِّيغِيلَّةُ الزُّحارِيَّةُ من النَّمَطُ الثالث حتى السابع)[21]